# Turborazzo
Il turborazzo è un tipo di motore aeronautico che unisce elementi degli esoreattori (i motori a reazione utilizzati sugli aeroplani) e degli endoreattori (i motori a razzo). È tipicamente composto da un compressore a più stadi collegato a una turbina che è messa in movimento dai gas caldi emessi da una serie di piccoli motori, simili a razzi, posizionati prima della turbina. I gas in uscita dalla turbina vengono quindi bruciati con l'aria ad alta pressione generata dal compressore per poi essere espulsi tramite un ugello di scarico.
I motori a reazione normalmente utilizzati in campo aeronautico necessitano per funzionare di un flusso continuo di ossigeno proveniente dall'esterno; questi tipi di motori non possono quindi operare a quote molto elevate, dove l'aria è più rarefatta e non vi è sufficiente ossigeno perché avvenga la combustione.
L'idea dietro il turborazzo sarebbe quella di supplire alla mancanza di ossigeno atmosferico con una riserva a bordo, permettendo un utilizzo a quote più elevate. Tuttavia, non trattandosi di un motore a razzo "puro", un turborazzo è comunque dipendente dall'ossigeno atmosferico e non può di conseguenza operare nello spazio.
Uno degli aspetti critici nella realizzazione di un turborazzo è il raffreddamento, poiché la maggior parte dei moderni motori turbogetto utilizza significative quantità di aria per prevenire il surriscaldamento di alcune parti critiche.